# ورزشگاه بومی سریویجایا
ورزشگاه بومی سریویجایا (انگلیسی: Bumi Sriwijaya Stadium) یک ورزشگاه چندمنظوره در شهر پالم‌بانگ، اندونزی است.
این ورزشگاه دارای ۷۰۰۰ نفر ظرفیت می‌باشد.